# Ekber Rehimjan
Ekber Rehimjan (uigurisch ئەكبەر رەھىمجان, chinesisch 艾克拜尔·热合木江, * 6. Juli 1999) ist ein chinesischer Fußballspieler uigurischer Abstammung.

## Karriere
Seine Karriere begann Rehimjan bei Xinjiang Tianshan Leopard, wo er von 2020 bis 2023 unter Vertrag stand. Während dieser Zeit absolvierte er insgesamt sechs Ligaspiele und erzielte dabei ein Tor. 2023 wechselte er zu Yili Nine Towns.